# Гедиановы
Не путать с дворянским родом Гедеоновы.
Гедиановы (Гидиановы) — русский княжеский род, татарского происхождения.
Род внесён в V часть родословной книги Санкт-Петербургской губернии.
Герольдией официально Гедиановы были признаны в княжеском достоинстве (1827).
Согласно биографическому словарю, «род князей Гедиановых записан по Тверской и Санкт-Петербургской губерниям».

## Происхождение и история рода
Родоначальник его Ордынский князь Гедеа, прибыл в город Москву и крестился при Иване Грозном под именем Николай. Внук его, князь Иван Степанович Большой Гедианов, за «московское осадное сидение 1618 года» пожалован вотчинами в Вологодском уезде и упомянут (1631).

## Описание герба
В 1-й части полумесяц вправо, во 2-й рука сверху из облаков держит небольшой равноконечный крест. В 3-й всадник влево в плаще с поднятым изогнутым мечом, в 4-й крепостная стена с башней и воротами. Нашлемник — княжеская корона. Щит в княжеской мантии.